# VIGEA - Virtual Geographic Agency
Vigea è una start-up innovativa fondata nel 2017 a Reggio Emilia. La società opera in diversi settori quali geologia, archeologia, ingegneria, architettura ed in generale si occupa di rilievi topografici, modellazione tridimensionale e realtà virtuale.
Nel settore della ricerca scientifica, Vigea ha preso parte a diversi progetti in collaborazione con associazioni, Istituti di ricerca, Università italiane ed estere. Tra i principali progetti, dal 2019 insieme alle Università di Wurzburg, la Jacobs University di Brema, l'Università di Padova, INAF-Osservatorio di Padova Archiviato il 26 marzo 2021 in Internet Archive. è impegnata nel progetto DAEDALUS (Descent And Exploration in Deep Autonomy of Lava Underground Structures), un prototipo che racchiude diversi componenti in grado di effettuare una mappatura 3D ad alta definizione durante la discesa all’interno di un cratere vulcanico e di muoversi autonomamente in una lava tube lunare. Il progetto è stato selezionato dall'Agenzia Spaziale Europea con l’obiettivo di organizzare una missione sulla Luna nei prossimi anni.

## Progetti di ricerca
- Progetto di monitoraggio dell'Abisso Cenote delle Dolomiti[4]
- Rilievo 3D del sistema vulcanico La Corona, Lanzarote[5][6][7][8]
- DAEDALUS (Descent And Exploration in Deep Autonomy of Lava Underground Structures) Archiviato il 24 marzo 2021 in Internet Archive. Archiviato il 24 marzo 2021 in Internet Archive.[2]
- Atacama Salt Caves Research Project[9]
- Scavo archeologico di Ca Castellina[10][11]